# Овсорокская волость
Овсорокская волость — волость в составе Жиздринского уезда Калужской (с 1920 — Брянской) губернии. Административный центр — село Овсорок.

## История
Овсорокская волость образована в ходе реформы 1861 года. Первоначально в состав волости входило 14 селений: село Овсорок, деревни Заглинное, Клетна, Клетновские выселки, Козьи выселки, Крутой сток, Младенская, Новое Мишино, Овсорочки, Старое Мишино, Судимир, Таборы, Холмино, Цветынь.
На 1880 год в составе волости числилось 7 835 десятин земли. Население волости составляло в 1880 году — 4 986, в 1896 — 6 235, в 1913 — 7 082 человек.
В волости находился церковный приход — Церковь Петра и Павла в селе Овсорок. «Кирпичная одноэтажная двухпрестольная церковь построена в 1852 вместо прежней деревянной на средства графа Алексея Петровича Толстого… Закрыта после 1921, взорвана в 1941—1943, остатки постепенно разобраны».
1 апреля 1920 года Жиздринский уезд и Овсорокая волость в его составе были перечислены в Брянскую губернию.
В 1924—1926 годах в ходе укрупнения волостей Овсорокская, Ловатская, Огорская, Подбужская и часть Пупковской были объединены в Судимирскую волость.
В 1929 году Брянская губерния и все её уезды были упразднены, а их территория вошла в состав новой Западной области.
С 1944 года территория Овсорокской волости относится к Жиздринскому району Калужской области.